# Biventriculaire pacemaker
Een biventriculaire pacemaker is een pacemaker voor patiënten met systolisch hartfalen.
Bij een deel van de patiënten met systolisch hartfalen trekt de linkerhartkamer niet meer synchroon samen. Indien sprake is van een vertraagd samenknijpen van de vrije wand van de linkerkamer, kan met een biventriculaire pacemaker gezorgd worden dat de vrije wand meer gelijktijdig met het ventrikelseptum (dit is het tussenschot tussen de linker- en de rechterhartkamer) samenknijpt. De bedoeling is dus de synchronie van de contractie te verbeteren en daarmee dus ook de pompfunctie van het hart. Bij circa 70% van de patiënten die voor een biventriculaire pacemaker in aanmerking komen, leidt implantatie van een biventriculaire pacemaker ook tot een verbetering van de conditie en een afname van de kortademigheid. Daarnaast is een verbetering van de levensverwachting aangetoond.

Meestal bevatten deze biventriculaire pacemakers ook een ICD-functie, zodat doorgaans van een biventriculaire ICD wordt gesproken.
Over het algemeen worden er drie draden in het hart gelegd: 
- Eén draad in de rechterboezem om het hartritme te volgen.
- Eén draad in de rechterkamer om de rechterkamer te stimuleren.
- Eén draad in de afvoerader van het hart, de sinus coronarius, om zo de linkerkamer te stimuleren.

Indien sprake is van chronisch boezemfibrilleren dan vervalt in het algemeen de draad in de rechterhartboezem.
De ingreep wordt in een beperkt aantal ziekenhuizen uitgevoerd.

## Indicaties
- systolisch hartfalen met een linkerventrikelejectiefractie van 35% of minder, in combinatie met:
  - een verminderd inspanningsvermogen, klasse II, III of IV NYHA (functionele classificatie volgens de New York Hearts Association)
  - een ECG met: 
    - een linkerbundeltakblok (LBTB) met een QRS-duur van meer dan 120ms
    - een QRS-duur van meer dan 150ms indien geen sprake is van een LBTB.

## Complicaties
- rond de ingreep: wondinfecties, nabloedingen, harttamponnade, pneumothorax, pocket- of leadinfecties.
- lange termijn: pacemakerendocarditis, leadbreuk, tricuspidalisinsufficiëntie, nervus-phrenicusstimulatie.

## Toekomst
Aangezien de implantatie van een biventriculaire pacemaker slechts in 2/3 van de gevallen verbetering van de conditie geeft, wordt veel onderzoek gedaan naar het optimaliseren van de indicatiestelling, en de optimalisering van het positioneren van de linkerkamerlead.